# Kanton Plestin-les-Grèves
Plestin-les-Grèves is een kanton van het Franse departement Côtes-d'Armor. Het kanton maakt deel uit van het arrondissement Lannion.

## Gemeenten
Het kanton Plestin-les-Grèves omvat de volgende 9 gemeenten:
- Lanvellec
- Plestin-les-Grèves (hoofdplaats)
- Ploumilliau
- Plouzélambre
- Plufur
- Saint-Michel-en-Grève
- Trédrez-Locquémeau
- Tréduder
- Trémel

Bij de herindeling van de kantons door het decreet van 13 februari 2014, met uitwerking op 22 maart 2015, werden daar volgende 8 gemeenten aan toegevoegd:
- Loguivy-Plougras
- Plouaret
- Ploubezre
- Plougras
- Plounérin
- Plounévez-Moëdec
- Trégrom
- Le Vieux-Marché